# Anton Ebben
Antonius Toon Ebben (Tilburgo, 22 de dezembro de 1930 - 's-Graveland, 4 de fevereiro de 2011) foi um ginete holandês que competiu entre 1957 e 1986, participando dos Jogos Olímpicos de Montreal de 1976.
Desde 2012, existe a competição Anton Ebben Memorial que acontece em Amsterdã.